# Karsten Oltmanns
Karsten Oltmanns (* 7. Januar 1940 in Eutin; † 30. April 2016) war ein Generalleutnant des Heeres der Bundeswehr und ab November 1997 Kommandierender General des I. Deutsch-Niederländischen Corps.

## Militärische Laufbahn

### Ausbildung und erste Verwendungen
Oltmanns trat nach dem Abitur 1960 in Oldenburg (Oldb) beim Panzergrenadierbataillon 32 in Nienburg/Weser in die Bundeswehr ein. 1962 erfolgte die Ernennung zum Leutnant und die Verwendungen als Zugführer, Fernmeldeoffizier, S4-Offizier und Kompaniechef im Panzergrenadierlehrbataillon 92 in Munster.

### Dienst als Stabsoffizier
Von 1971 bis 1973 absolvierte Oltmanns den 14. Generalstabslehrgang Heer an der Führungsakademie der Bundeswehr in Hamburg, wo er zum Offizier im Generalstabsdienst ausgebildet wurde. Anschließend war er im Bundesministerium der Verteidigung (BMVg) in Bonn als Referent im Führungsstab des Heeres bis 1975 und danach bis 1976 Lehrgangsteilnehmer beim UK Staff College in Camberley. Es folgten Verwendungen ab 1977 als G3 der Panzergrenadierbrigade 35 in Hammelburg, ab 1979 als Bataillonskommandeur des Panzergrenadierbataillon 342 in Koblenz und ab 1981 als Referent sowie Referatsleiter P III 9 im BMVg. 

### Dienst als General
Oltmanns war ab 1986 Brigadekommandeur der Panzergrenadierbrigade 35 in Hammelburg, ab 1990 Stabsabteilungsleiter I im Führungsstab der Streitkräfte im BMVg, ab 1992 Divisionskommandeur der 11. Panzergrenadierdivision in Oldenburg, ab 1994 Chef des Stabes des Führungsstabes des Heeres im BMVg und ab dem 27. November 1997 bis zum 22. März 2000 Kommandierender General des I. Deutsch-Niederländischen Korps.

## Privates
Oltmanns war evangelisch, verheiratet und hatte zwei Söhne. Er war Mitglied im Lions Club. Oltmanns starb im April 2016.